# El Limón Lindavista
El Limón Lindavista är en ort i Mexiko.   Den ligger i kommunen Siltepec och delstaten Chiapas, i den sydöstra delen av landet, 800 km sydost om huvudstaden Mexico City. El Limón Lindavista ligger 1 646 meter över havet och antalet invånare är 122.
Terrängen runt El Limón Lindavista är bergig österut, men västerut är den kuperad. Runt El Limón Lindavista är det ganska tätbefolkat, med 83 invånare per kvadratkilometer. Närmaste större samhälle är El Porvenir de Velasco Suárez, 15,7 km öster om El Limón Lindavista. I omgivningarna runt El Limón Lindavista växer i huvudsak städsegrön lövskog.